# Acanthostigmella orthoseta
Acanthostigmella orthoseta är en svampart som beskrevs av Höhn. 1909. Acanthostigmella orthoseta ingår i släktet Acanthostigmella och familjen Tubeufiaceae.   Inga underarter finns listade i Catalogue of Life.